# Aproctiana
Aproctiana ist eine Gattung der Filarien mit vier Arten. Die Parasiten befallen Vögel.

## Merkmale
Aproctiana hat die Merkmale der Lemdaninae. Die Mundhöhle ist zylindrisch, der Ösophagus kurz und ungeteilt. Die Vulva liegt schwanzwärts des Ösophagus, die Spicula sind sehr klein.

## Systematik
Zur Gattung gehören folgende Arten:
- Aproctiana angolica Vuylsteke, 1953
- Aproctiana meirai Travassos, 1930
- Aproctiana nyctidromi Caballero & Peregrina, 1938
- Aproctiana travassosi Caballero, 1938